# Clingendael Spectator
De Clingendael Spectator, tot 2017 bekend als de Internationale Spectator, is een Nederlands tijdschrift van het Clingendael Instituut over actuele ontwikkelingen in de wereldpolitiek.
In 1947 werd de Internationale Spectator opgericht om achtergrond en analyse te bieden bij  internationale politieke verhoudingen, internationaal recht, ontwikkelingssamenwerking, internationale handel, internationale organisaties en diplomatieke vraagstukken.
Op 1 januari 2015 werd het papieren magazine een gratis digitaal tijdschrift met wekelijks nieuwe artikelen en enkele keren per jaar speciale themadossiers. In september 2017 werd een tweetalige website gelanceerd om een meer internationaal lezerspubliek te trekken en de naam gewijzigd in Clingendael Spectator.
Het tijdschrift wordt uitgegeven door het Clingendael Instituut met medewerking van het Belgische Egmontinstituut dat voor zijn gelijkaardige publicatie Studia Diplomatica ook bijdrages ontvangt van Clingendael-medewerkers.